# Lijst van voetbalinterlands Uruguay - Zwitserland
Deze lijst van voetbalinterlands is een overzicht van alle officiële voetbalwedstrijden tussen de nationale teams van Uruguay en Zwitserland. De landen speelden tot op heden vier keer tegen elkaar. De eerste ontmoeting, de finale van het voetbaltoernooi op de Olympische Zomerspelen 1924, werd gespeeld in Parijs (Frankrijk) op 9 juni 1924. Het laatste duel, een vriendschappelijke wedstrijd, vond plaats op 3 maart 2010 in Sankt Gallen.

## Wedstrijden
| № | Plaats       | Datum            | Competitie        | Wedstrijd             | Uitslag |
| - | ------------ | ---------------- | ----------------- | --------------------- | ------- |
| 1 | Parijs       | 9 juni 1924      | OS 1924           | Zwitserland – Uruguay | 0 – 3   |
| 2 | Lausanne     | 23 mei 1954      | Vriendschappelijk | Zwitserland – Uruguay | 3 – 3   |
| 3 | Montevideo   | 18 december 1980 | Vriendschappelijk | Uruguay – Zwitserland | 4 – 0   |
| 4 | Sankt Gallen | 3 maart 2010     | Vriendschappelijk | Zwitserland – Uruguay | 1 – 3   |

## Samenvatting
| Competitie        | Totaal gespeeld | Winst Uruguay | Gelijk | Winst Zwitserland | Doelsaldo Uruguay – Zwitserland |
| ----------------- | --------------- | ------------- | ------ | ----------------- | ------------------------------- |
| Olympische Spelen | 1               | 1             | 0      | 0                 | 3 − 0                           |
| Vriendschappelijk | 3               | 2             | 1      | 0                 | 10 − 4                          |
| Totaal            | 4               | 3             | 1      | 0                 | 13 − 4                          |

## Details

### Eerste ontmoeting
| Finale Olympische Spelen 1924 (Parijs, Frankrijk, 9 juni 1924): |              | |
| Zwitserland | 0 – 3        | Uruguay |
| | goals        | 9' Pedro Petrone 65' Pedro Cea 82' Ángel Romano |
| Edward Duckworth | bondscoach   | Ernesto Figoli |
| Hans Pulver Adolphe Reymond Rudolf Ramseyer August Oberhauser Paul Schmiedlin Aaron Pollitz Karl Ehrenbolger Robert Pache Walter Dietrich Max Abegglen Paul Fässler | opstellingen | Andrés Mazali José Nasazzi Pedro Arispe José Andrade José Vidal Alfredo Ghierra Santos Urdinarán Héctor Scarone Pedro Petrone Pedro Cea Ángel Romano |

### Tweede ontmoeting
| Vriendschappelijk (Lausanne, Zwitserland, 23 mei 1954): |              | |
| Zwitserland | 3 – 3        | Uruguay |
| Charles Casali 33' (pen.) Charles Antenen 70' Robert Ballaman 83' | goals        | ??' Carlos Borges ??' Juan Alberto Schiaffino ??' William Martínez |
| Karl Rappan | bondscoach   | Juan López |
| Georges Stuber 46' Roger Mathis 46' Roger Bocquet 46' Wilhelm Kernen Ivo Frosio Charles Casali 75' Charles Antenen Roger Vonlanthen Josef Hügi Robert Ballaman Jacques Fatton | opstellingen | Julio Maceiras José Santamaría William Martínez Víctor Rodríguez Andrade Néstor Carballo ??' Roberto Leopardi ??' Julio César Abbadie ??' Juan Eduardo Hohberg Oscar Míguez Juan Alberto Schiaffino Carlos Borges |
| Eugène Parlier 46' André Neury 46' Marcel Flückiger 46' Gilbert Fesselet 75'                                                                                                  | wissels      | ??' Luis Alberto Cruz ??' Rafael Souto ??' Javier Ambrois |
| - Duel onder leiding van Nederlandse scheidsrechter Leo Horn. |              | |

### Derde ontmoeting
| Vriendschappelijk (Montevideo, Uruguay, 18 december 1980): |              | |
| Uruguay | 4 – 0        | Zwitserland |
| Walter Olivera 21' Rubén Paz 66' Rubén Paz 83' Rubén Paz 86' | goals        | |
| Roque Máspoli | bondscoach   | Léon Walker |
| Rodolfo Rodríguez Walter Olivera Hugo de León José Hermes Moreira Ariel Krasouski Daniel Martínez Ernesto Vargas 46' Eduardo de la Peña 68' Waldemar Victorino Rubén Paz Julio César Morales | opstellingen | Karl Engel Alain Geiger Roger Wehrli André Egli Heinz Lüdi René Botteron Heinz Hermann Erni Maissen 46' Fredy Scheiwiler 68' Hans-Peter Zwicker Peter Marti |
| Venancio Ramos 46' Arsenio Luzardo 68' | wissels      | 46' Hans-Jörg Pfister 68' Rudolf Elsener |

### Vierde ontmoeting
| Vriendschappelijk (Sankt Gallen, Zwitserland, 3 maart 2010): |              | |
| Zwitserland | 1 – 3        | Uruguay |
| Gökhan Inler 29' (pen.) | goals        | 35' Diego Forlán 50' Luis Suárez 87' Edinson Cavani |
| Ottmar Hitzfeld | bondscoach   | Oscar Tabárez |
| Marco Wölfli Stephan Lichtsteiner Jonathan Rossini 46' Stéphane Grichting Reto Ziegler 46' Valon Behrami 75' Gökhan Inler Pirmin Schwegler 46' Xherdan Shaqiri 46' Eren Derdiyok Marco Streller 46' | opstellingen | Fernando Muslera Maximiliano Pereira Andrés Scotti Diego Godín Jorge Fucile Diego Pérez 63' Walter Gargano 72' Álvaro Pereira 46' Nicolás Lodeiro 63' Luis Suárez 46' Diego Forlán |
| Steve von Bergen 46' Tranquillo Barnetta 46' Christoph Spycher 46' Albert Bunjaku 46' Davide Chiumiento 46' Gelson Fernandes 75'                                                                    | wissels      | 46' 82' Jorge Martínez 46' Sebastián Abreu 63' Edinson Cavani 63' Egidio Arévalo 72' Jorge Rodríguez 82' Sebastián Fernández                                                       |
| Jonathan Rossini 6' Gelson Fernandes 84' | gele kaarten | |
| - Debuut van Jonathan Rossini (US Sassuolo), Xherdan Shaqiri (FC Basel) en Davide Chiumiento (FC Luzern) voor Zwitserland.                                                                          |              | |

AUF · A-internationals · Selecties · Bondscoaches · Uruguayaans vrouwenelftal · Olympisch elftal · Uruguay U21 · Uruguay U20 · Uruguay U19 · Uruguay U18 · Uruguay U17
1900 – 1909 ·
1910 – 1919 ·
1920 – 1929 ·
1930 – 1939 ·
1940 – 1949 ·
1950 – 1959 ·
1960 – 1969 ·
1970 – 1979 ·
1980 – 1989 ·
1990 – 1999 ·
2000 – 2009 ·
2010 – 2019 ·
2020 – 2029
WK 1930 · 
WK 1950 · 
WK 1954 · 
WK 1962 · 
WK 1966 · 
WK 1970 ·
WK 1974 · 
WK 1986 · 
WK 1990 · 
WK 2002 · 
WK 2010 · 
WK 2014 · 
WK 2018
OS 1924 · 
OS 1928 ·
OS 2012
1902 · 
1903 · 
1904 · 
1905 · 
1906 · 
1907 · 
1908 · 
1909 ·
1910 · 
1911 · 
1912 · 
1913 · 
1914 · 
1915 · 
1916 · 
1917 · 
1918 · 
1919 ·
1920 · 
1921 · 
1922 · 
1923 · 
1924 · 
1925 · 
1926 · 
1927 · 
1928 · 
1929 ·
1930 · 
1931 · 
1932 · 
1933 · 
1934 · 
1935 · 
1936 · 
1937 · 
1938 · 
1939 ·
1940 · 
1941 · 
1942 · 
1943 · 
1944 · 
1945 · 
1946 · 
1947 · 
1948 · 
1949 ·
1950 · 
1951 · 
1952 · 
1953 · 
1954 · 
1955 · 
1956 · 
1957 · 
1958 · 
1959 ·
1960 · 
1961 · 
1962 · 
1963 · 
1964 · 
1965 · 
1966 · 
1967 · 
1968 · 
1969 ·
1970 · 
1971 · 
1972 · 
1973 · 
1974 · 
1975 · 
1976 · 
1977 · 
1978 · 
1979 ·
1980 · 
1981 · 
1982 · 
1983 · 
1984 · 
1985 · 
1986 · 
1987 · 
1988 · 
1989 ·
1990 ·
1991 · 
1992 · 
1993 · 
1994 · 
1995 · 
1996 · 
1997 · 
1998 · 
1999 · 
2000 · 
2001 · 
2002 · 
2003 · 
2004 · 
2005 · 
2006 · 
2007 · 
2008 · 
2009 · 
2010 · 
2011 · 
2012 · 
2013 · 
2014 · 
2015 · 
2016 ·
2017 ·
2018 ·
2019 ·
2020 ·
2021 ·
2022 ·
2023 ·
2024
Algerije ·
Angola ·
Argentinië ·
Australië ·
België ·
Bolivia ·
Brazilië ·
Bulgarije ·
Canada ·
Chili ·
China ·
Colombia ·
Costa Rica ·
Cuba ·
DDR ·
Denemarken ·
Duitsland ·
Ecuador ·
Egypte ·
Engeland ·
Estland ·
 Finland ·
Frankrijk ·
Georgië ·
Ghana ·
Guatemala ·
Haïti ·
Honduras ·
Hongarije ·
Ierland ·
India ·
Indonesië ·
Irak ·
Iran ·
Israël ·
Italië ·
Ivoorkust ·
Jamaica ·
Japan ·
Joegoslavië ·
Jordanië ·
Libië ·
Luxemburg ·
Maleisië ·
Mexico ·
Marokko ·
Nederland ·
Nicaragua ·
Nieuw-Zeeland ·
Nigeria ·
Noord-Ierland ·
Noorwegen ·
Oekraïne ·
Oezbekistan ·
Oman ·
Oostenrijk ·
Panama ·
Paraguay ·
Peru ·
Polen ·
Portugal ·
Roemenië ·
Rusland ·
Saarland ·
Saoedi-Arabië ·
Schotland ·
Senegal ·
Servië & Montenegro ·
Singapore ·
Slovenië ·
Sovjet-Unie ·
Spanje ·
Tahiti ·
Thailand ·
Trinidad en Tobago · 
Tsjechië ·
Tsjecho-Slowakije ·
Tunesië · 
Turkije ·
Venezuela ·
Verenigde Arabische Emiraten ·
Verenigde Staten ·
Wales ·
Zuid-Afrika ·
Zuid-Korea ·
Zweden ·
Zwitserland
Argentinië (1986) ·
België (1990) ·
Brazilië (1950) · 
Colombia (2014) ·
Costa Rica (2014) ·
Denemarken (1986) ·
Denemarken (2002) ·
Duitsland (2010) ·
Egypte (2018) ·
Engeland (2014) ·
Frankrijk (2002) ·
Frankrijk (2010) ·
Frankrijk (2018) ·
Ghana (2010) ·
Italië (1990) ·
Italië (2014) ·
Mexico (2010) ·
Nederland (1974) ·
Nederland (2010) ·
Portugal (2018) ·
Rusland (2018) ·
Saoedi-Arabië (2018) ·
Schotland (1986) ·
Senegal (2002) ·
Spanje (1990) ·
West-Duitsland (1986) ·
Zuid-Afrika (2010) ·
Zuid-Korea (1990) ·
Zuid-Korea (2010)
SFV · A-internationals · Selecties · Bondscoaches · Zwitsers vrouwenelftal · Olympisch elftal · Zwitserland U21 · Zwitserland U19 · Zwitserland U18 · Zwitserland U17 · Zwitserland U16 · Vrouwen U17
1905 – 1919 · 
1920 – 1929 · 
1930 – 1939 · 
1940 – 1949 · 
1950 – 1959 · 
1960 – 1969 · 
1970 – 1979 · 
1980 – 1989 · 
1990 – 1999 · 
2000 – 2009 · 
2010 – 2019 · 
2020 – 2029
EK's: 1996 · 
2004 · 
2008 · 
2016 · 
2020 · 
2024
WK's: 1934 · 
1938 · 
1950 · 
1954 · 
1962 · 
1966 · 
1994 · 
2006 · 
2010 · 
2014 · 
2018 · 
2022
OS: 1924 · 
1928 · 
2012
1905 · 
1906 · 1907 · 
1908 · 
1909 · 
1910 · 
1911 · 
1912 · 
1913 · 
1914 · 
1915 · 
1916 · 
1917 · 
1918 · 
1919 · 
1920 · 
1921 · 
1922 · 
1923 · 
1924 · 
1925 · 
1926 · 
1927 · 
1928 · 
1929 · 
1930 · 
1931 · 
1932 · 
1933 · 
1934 · 
1935 · 
1936 · 
1937 · 
1938 · 
1939 · 
1940 · 
1941 · 
1942 · 
1943 · 
1944 · 
1945 · 
1946 · 
1947 · 
1948 · 
1949 · 
1950 · 
1952 ·
1952 · 
1953 · 
1954 · 
1955 · 
1956 · 
1957 · 
1958 · 
1959 · 
1960 · 
1961 · 
1962 · 
1963 · 
1964 · 
1965 · 
1966 · 
1967 · 
1968 · 
1969 · 
1970 · 
1971 · 
1972 · 
1973 · 
1974 · 
1975 · 
1976 · 
1977 ·
1978 · 
1979 · 
1980 · 
1981 · 
1982 · 
1983 · 
1984 · 
1985 · 
1986 · 
1987 · 
1988 · 
1989 · 
1990 ·
1991 · 
1992 · 
1993 · 
1994 ·
1995 · 
1996 · 
1997 · 
1998 · 
1999 · 
2000 · 
2001 · 
2002 · 
2003 · 
2004 · 
2005 · 
2006 · 
2007 · 
2008 · 
2009 · 
2010 · 
2011 · 
2012 · 
2013 ·
2014 ·
2015 ·
2016 ·
2017 ·
2018 ·
2019 ·
2020 ·
2021 ·
2022
Albanië ·
Algerije · 
Andorra · 
Argentinië ·
Australië ·
Azerbeidzjan ·
België ·
Bolivia ·
Bosnië en Herzegovina ·
Brazilië ·
Bulgarije ·
Canada ·
Chili ·
China ·
Colombia ·
Costa Rica ·
Cyprus ·
Denemarken ·
DDR ·
Duitsland ·
Ecuador ·
Egypte ·
Engeland · 
Estland ·
Faeröer ·
Finland ·
Frankrijk ·
Georgië ·
Ghana ·
Gibraltar ·
Griekenland ·
Honduras ·
Hongarije ·
Hongkong ·
Ierland ·
IJsland ·
Israël ·
Italië ·
Ivoorkust ·
Jamaica ·
Japan ·
Joegoslavië ·
Kameroen ·
Kenia ·
Kosovo ·
Kroatië ·
Letland ·
Liechtenstein ·
Litouwen ·
Luxemburg ·
Malta ·
Marokko ·
Mexico ·
Moldavië ·
Montenegro ·
Nederland ·
Nigeria ·
Noord-Ierland ·
Noorwegen ·
Oekraïne ·
Oman ·
Oostenrijk ·
Panama ·
Peru ·
Polen ·
Portugal ·
Qatar ·
Roemenië ·
Rusland ·
Saarland ·
San Marino ·
Schotland ·
Servië ·
Slovenië ·
Slowakije ·
Sovjet-Unie · 
Spanje ·
Togo ·
Tsjechië ·
Tsjecho-Slowakije ·
Tunesië ·
Turkije ·
Uruguay ·
Venezuela ·
VA Emiraten ·
Verenigde Staten ·
Wales ·
Wit-Rusland ·
Zimbabwe ·
Zuid-Korea ·
Zweden
Albanië (2016) ·
Argentinië (2014) ·
Brazilië (2018) ·
Chili (2010) ·
Costa Rica (2018) ·
Ecuador (2014) ·
Frankrijk (2006) ·
Frankrijk (2014) ·
Frankrijk (2016) ·
Frankrijk (2021) ·
Honduras (2010) · 
Honduras (2014) · 
Italië (2021) · 
Oekraïne (2006) ·
Portugal (2008)  · 
Portugal (2022) · 
Roemenië (2016) · 
Servië (2018) ·
Spanje (2010) ·
Spanje (2021) ·
Togo (2006) ·
Tsjechië (2008) ·
Turkije (2008) ·
Turkije (2021) ·
Wales (2021) ·
Zuid-Korea (2006) ·
Zweden (2018)